# Kul-e Farah

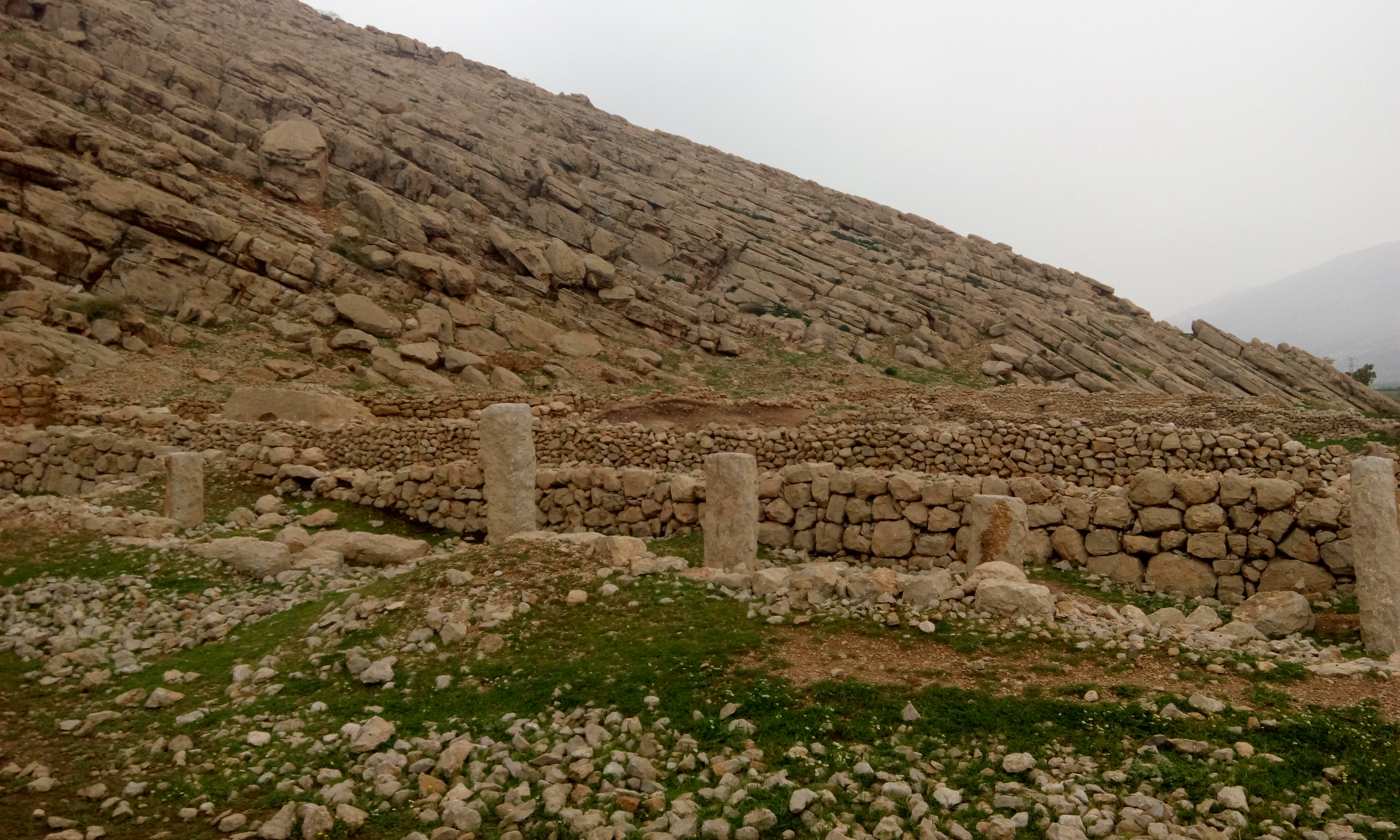
Kul-e Farah, Chuzestan

Kul-e Farah (persisch کول‌ فرح) ist der Ort von sechs elamischen Felsreliefs. Kul-e Farah liegt nahe der Stadt Izeh, in Chuzestan, im Südwesten Irans. Die Reliefs wurden zuerst in der europäischen Forschung von Austen Henry Layard im Jahr 1841 besucht. Es wurde vermutet, dass es sich hier um eine Art offenes Heiligtum handelte, das für gelegentliche Feste wie das Neujahrsfest besucht wurde. Die Datierung der Reliefs ist unsicher, sie wurden vielleicht um 700 in den Fels geschlagen. Nur eines der Reliefs (Kul-e Farah I) trägt Inschriften, die jedoch zumindest zum Teil später zugefügt wurden.

## Reliefs
Kul-e Farah I
Kul-e Farah I datiert in die Neuelamische Periode. Das in den Fels gehauene Feld ist ca. 1,10 – 1,30 m hoch und etwa 1,66 m breit. Das Feld wird von einer Person mit dem Namen Hanni dominiert, die nach rechts schaut. Hinter ihr stehen zwei Beamte. Es handelt sich um den ersten Minister der Armee Schutruru und den Wesir Schutrurura, die beide durch eingeritzte Beischriften identifiziert sind. Die rechte Seite des Feldes ist in zwei Register unterteilt. Im oberen findet man Musikanten, im unteren Opferszenen. Der obere Teil des Feldes ist mit einer 24 Zeilen langen Inschrift bedeckt, die teilweise über die Figuren geht. Der Text stammt demnach von Hanni, Sohn des Tahhi, der das Relief Tirutur widmete. Der weitere Text ist schwer verständlich, doch wird ein König Šutur-Nahhunte, Sohn des Indada, genannt. Hanni selbst bezeichnet sich nicht als König. Im Folgenden werden die Unterwerfung von Aufständen und die Erbauung von Tempeln genannt.
Kul-e Farah II
Kul-e Farah II stellt eine einzelne Person, wahrscheinlich einen Herrscher oder Priester, stehend und nach rechts schauend dar. Hinter ihm stehen vier kleine Personen, vor ihm werden Rinder geschlachtet. Das Ganze ist wahrscheinlich eine Opferszene. Es finden sich keine erläuternden Beischriften.
Kul-e Farah III
Kul-e Farah III befindet sich auf einem freistehenden Felsen, der auf allen Seiten eine Reliefdekoration trägt. Die Südseite misst etwa 4,9 × 3 Meter. Rechts steht wiederum eine große Gestalt, vielleicht ein König. Hinter und vor ihm finden sich in vier Reihen zahlreiche kleinere Figuren, die auch alle nach rechts blicken. Auf der Nordseite findet man eine vergleichbare Darstellung, nur dass jetzt alle Personen nach links, also nach Osten blicken. Auf der Ostseite findet man die Darstellung von Rindern. Auf der Westseite wiederum Personen in vier Registern, die nach rechts schauen.
Kul-e Farah IV
Kul-e Farah IV ist nicht gut erhalten. Es handelt sich wiederum um einen Fels, der auf mehreren Seiten dekoriert ist. Auf einer Seite sieht man eine Reihe von Personen, die wiederum nach rechts schauen oder marschieren. Auf einer anderen Seite sieht man fünf Register. Oben thront ein König oder Priester, während sich darunter verschiedene Personen ihm zuwenden.
Kul-e Farah V
Kul-e Farah V stellt eine einzelne Person dar, die wieder nach rechts gewandt ist und anscheinend opfert.
Kul-e Farah VI
Kul-e Farah VI zeigt eine große nach links gewandte Person, die von kleineren Figuren umgeben ist.

## Galerie

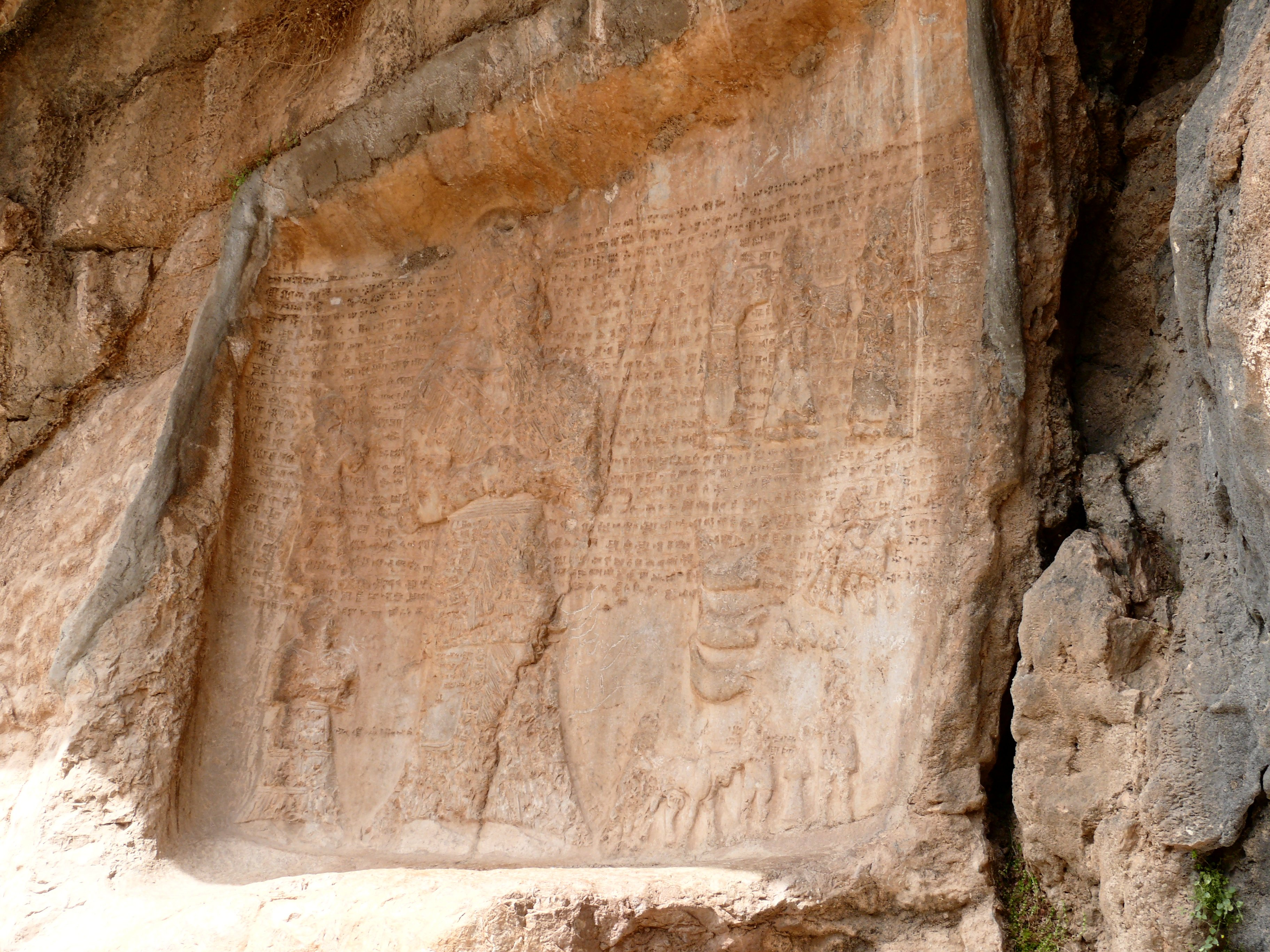
Kul-e Farah I
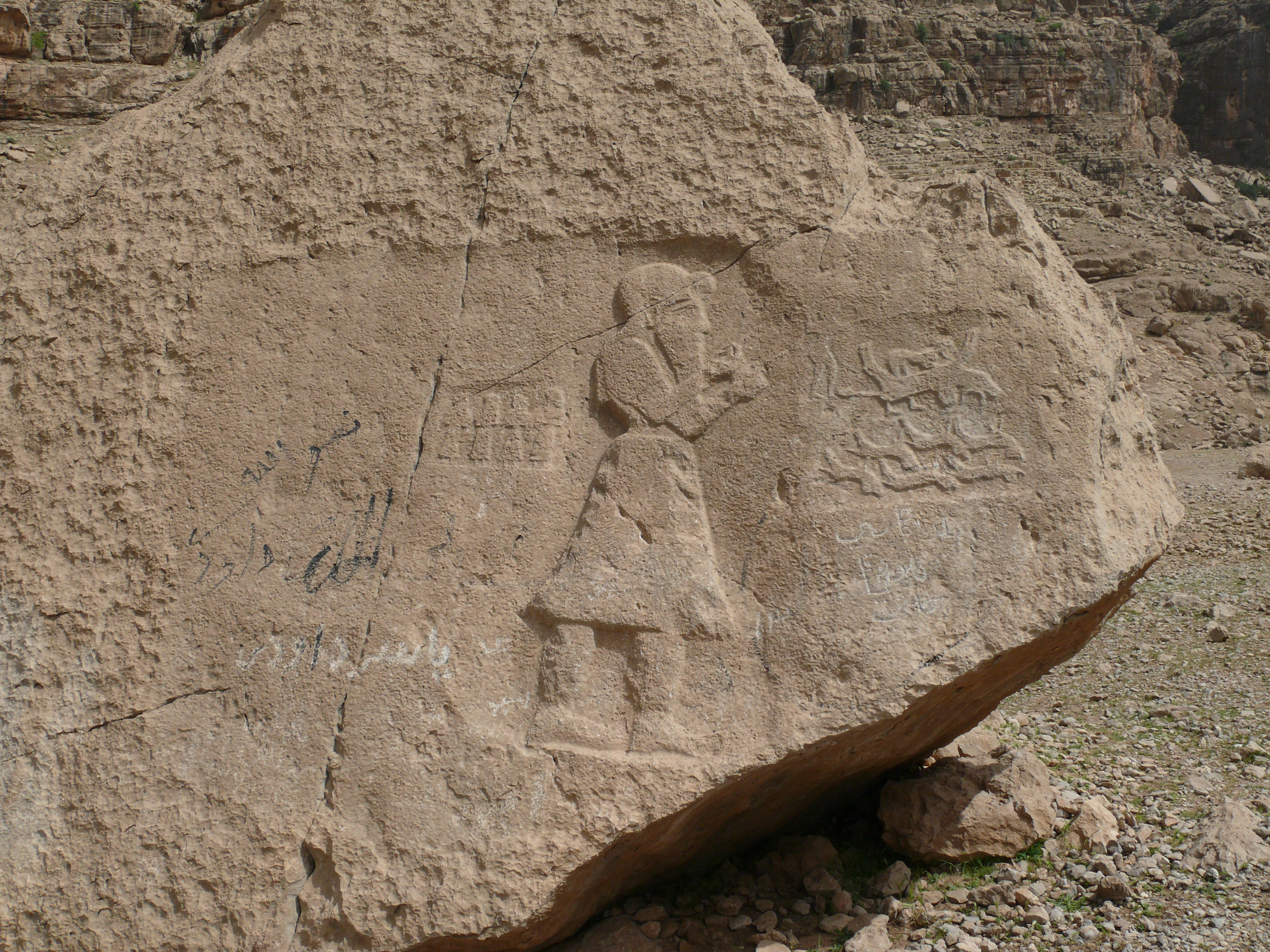
Kul-e Farah II
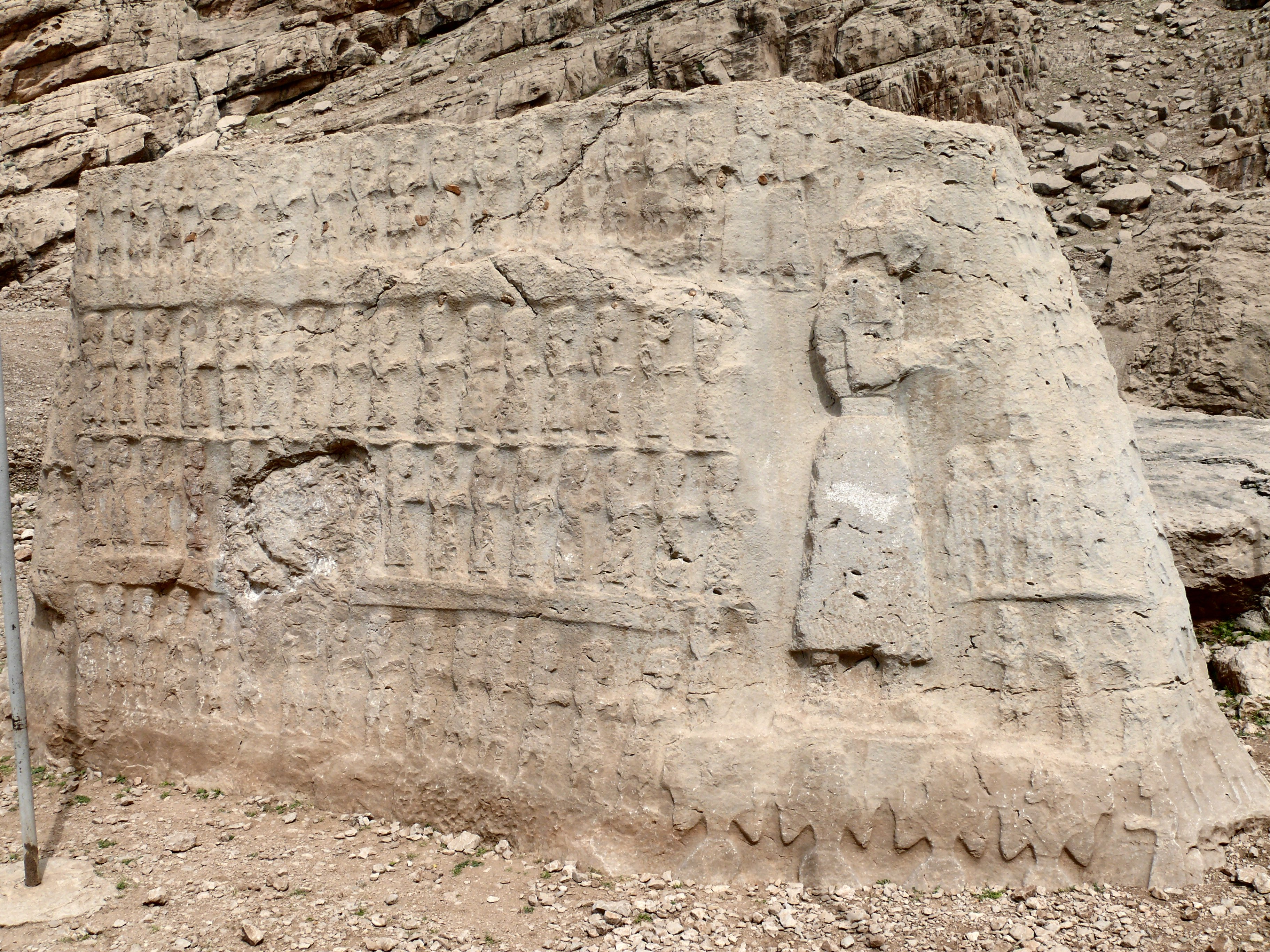
Kul-e Farah III
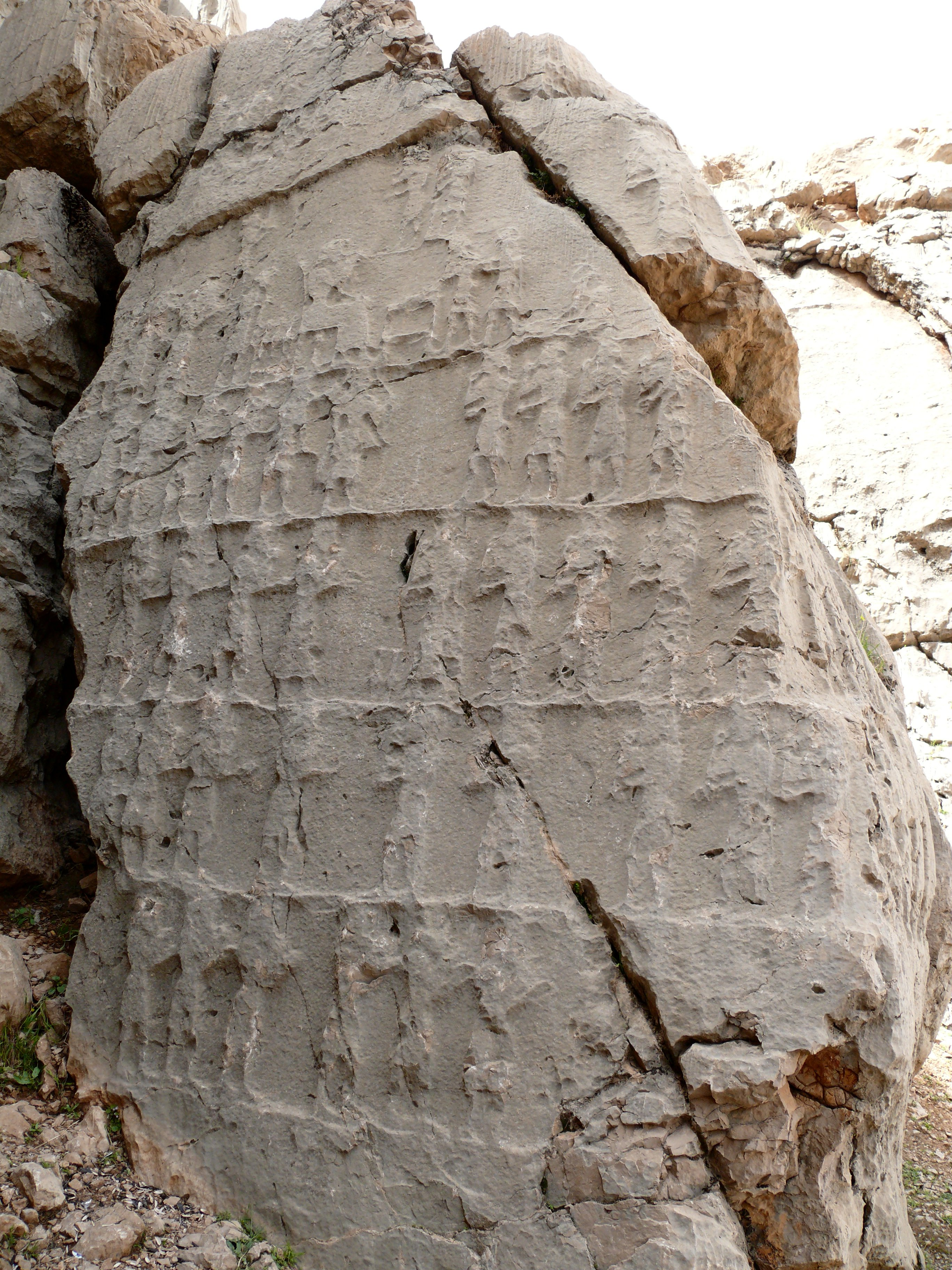
Kul-e Farah IV
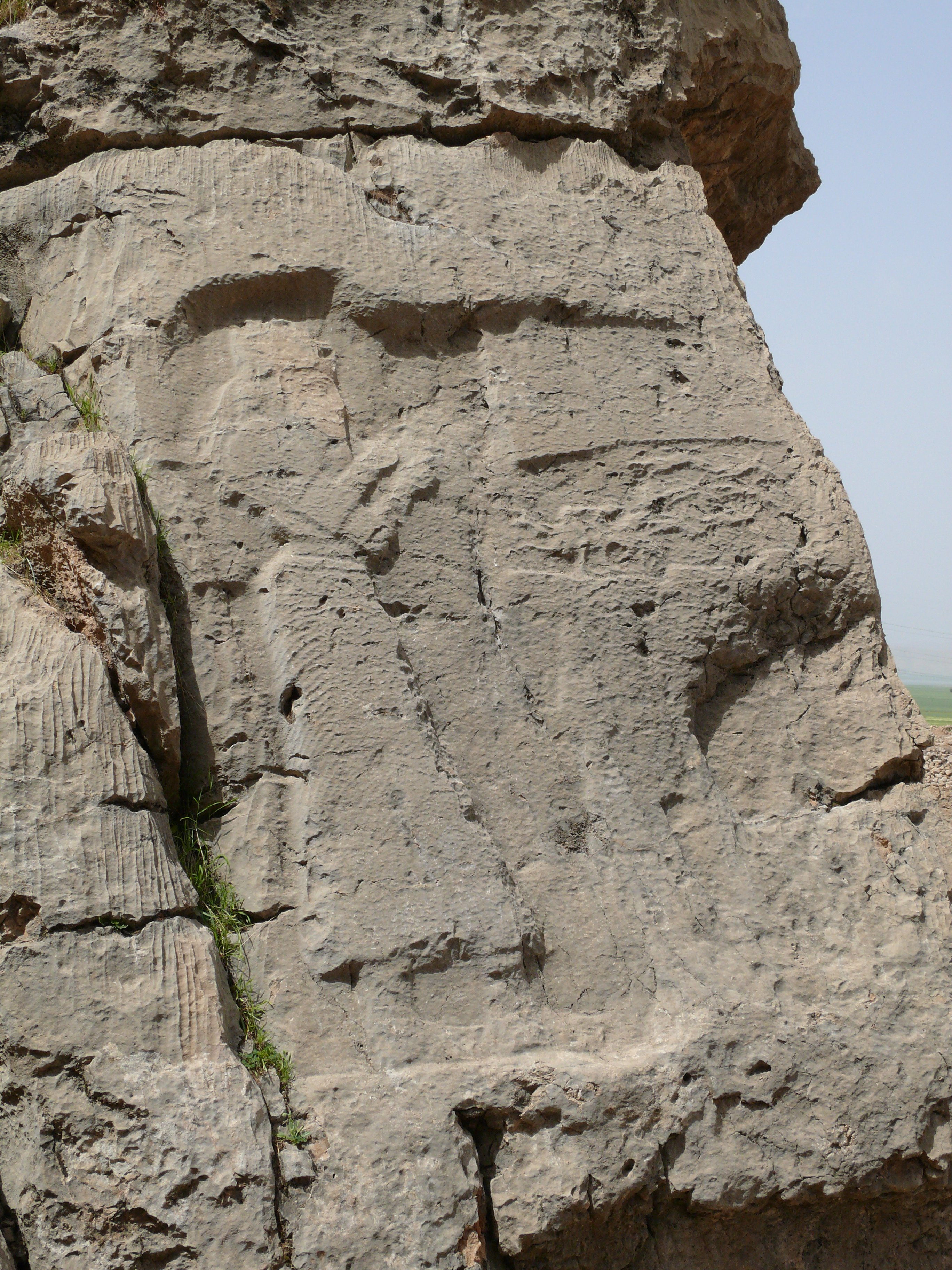
Kul-e Farah V
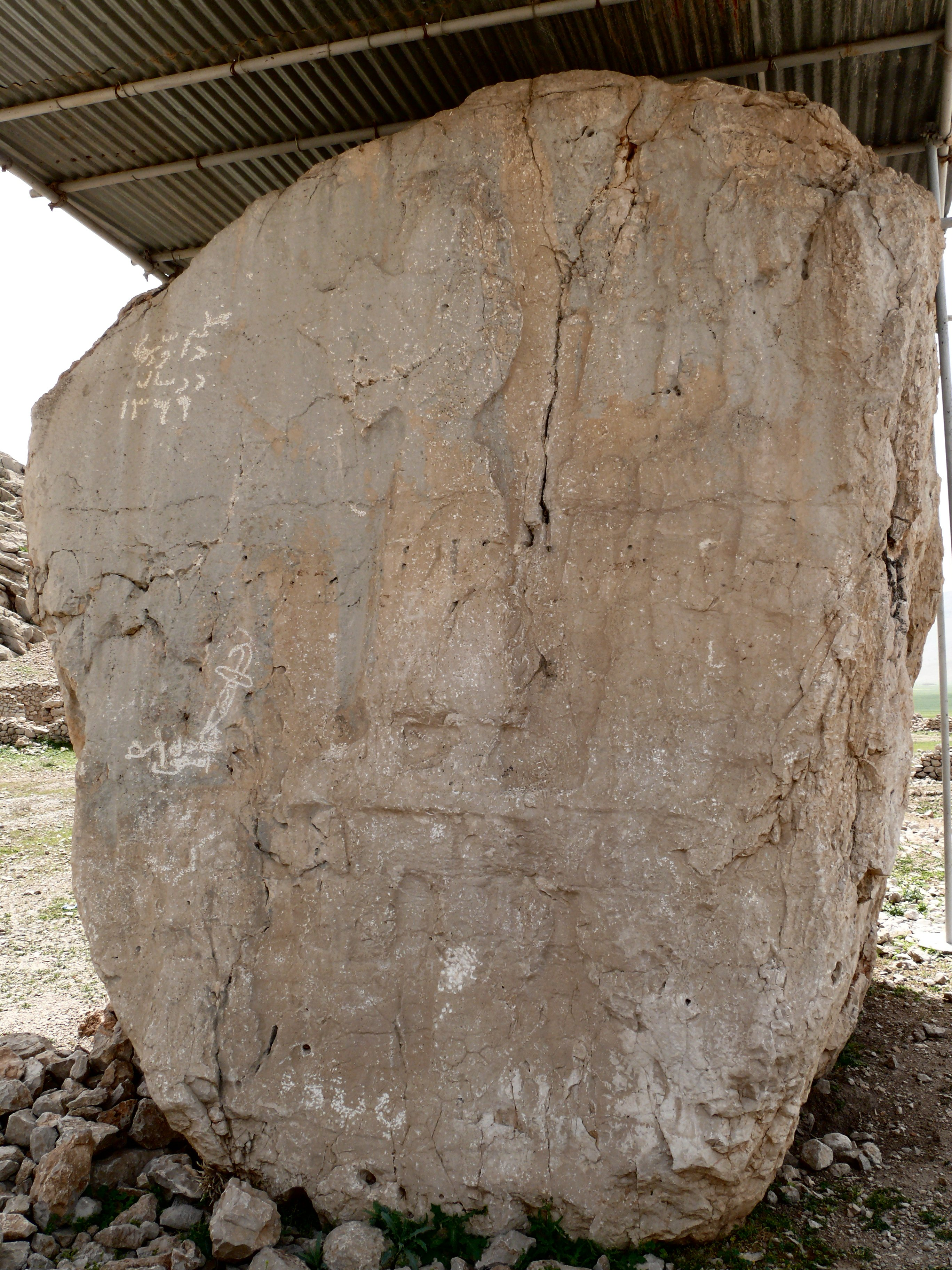
Kul-e Farah VI